# Bukeye
Bukeye är en kommun i Burundi. Den ligger i provinsen Muramvya, i den centrala delen av landet, 30 kilometer nordost om Burundis största stad Bujumbura.